# Osmium(III)-bromid
Osmium(III)-bromid ist eine chemische Verbindung des Osmiums aus der Gruppe der Bromid.

## Gewinnung und Darstellung
Osmium(III)-bromid kann durch thermische Zersetzung von Osmium(IV)-bromid bei 300–400 °C in geschlossener Umgebung gewonnen werden.
{\displaystyle {\ce {2OsBr4 -> 2OsBr3 + Br2}}}
Neuere Untersuchungen lassen vermuten, dass diese Verbindung nicht existiert, sondern dass sich bei dieser Verbindung durch die vorhandene Luft Osmiumoxidbromid Os2OBr6 bildet. Allerdings bestätigen einige Untersuchungen die Bildung von OsBr3,4-3,6-Phasen.

## Eigenschaften
Osmium(III)-bromid ist ein dunkelgrauer Feststoff, der praktisch unlöslich in Wasser ist. Die Verbindung kristallisiert in der Zirconium(III)-iodid-Struktur.